# Équipe de Norvège de curling
L'équipe de Norvège de curling est la sélection qui représente la Norvège dans les compétitions internationales de curling.
En 2017, l'équipe nationale est classé comme nation numéro 3 chez les hommes et numéro 15 chez les femmes.

## Palmarès et résultats

### Palmarès masculin
Titres, trophées et places d'honneur
- Jeux Olympiques Hommes depuis 1924
  - Meilleur résultat : 1er
  - 1 fois premier en 2002
    - En 1992, l'équipe remporte l’épreuve de démonstration avec Eigil Ramsfjell, Sjur Loen,Morten Søgaard, Bo Bakke, Gunnar Meland

  - 1 fois deuxième en 2010
  - 1 fois troisième en 1998
  - 3 fois troisième en 2018, 2010, 2002

| Jeux olympiques     | Classement | Skip            | Third          | Second              | Lead                 | Remplaçant      |
| ------------------- | ---------- | --------------- | -------------- | ------------------- | -------------------- | --------------- |
| Nagano 1998         | Bronze     | Eigil Ramsfjell | Jan Thoresen   | Stig-Arne Gunnestad | Anthon Grimsmo       | Tore Torvbråten |
| Salt Lake City 2002 | Or         | Pål Trulsen     | Lars Vågberg   | Flemming Davanger   | Bent Ånund Ramsfjell | Torger Nergård  |
| Turin 2006          | 5e         | Pål Trulsen     | Lars Vågberg   | Flemming Davanger   | Bent Ånund Ramsfjell | Torger Nergård  |
| Vancouver 2010      | Argent     | Thomas Ulsrud   | Torger Nergård | Christoffer Svae    | Håvard Vad Petersson | Thomas Løvold   |
| Sotchi 2014         | 5e         | Thomas Ulsrud   | Torger Nergård | Christoffer Svae    | Håvard Vad Petersson | Markus Høiberg  |
| Pyeongchang 2018    | 6e         | Thomas Ulsrud   | Torger Nergård | Christoffer Svae    | Håvard Vad Petersson | Markus Høiberg  |

- Championnats du monde Hommes depuis 1959
  - Meilleur résultat : 1er
  - 4 fois premier en 2014, 1988, 1984, 1979
  - 5 fois deuxième en 2015, 2010, 2002, 1980, 1978
  - 7 fois troisième en 2009, 2008, 2006, 2003, 2001, 1987, 1983
- Championnats d'Europe Hommes depuis 1975
  - Meilleur résultat : 1er
  - 5 fois premier en 2011, 2010, 2005, 1993, 1975
  - 12 fois deuxième en 2016, 2014, 2013, 2012, 2008, 2007, 1989, 1988, 1987, 1983, 1980, 1976
  - 10 fois troisième en 2015, 2009, 2004, 2002, 1998, 1995, 1990, 1986, 1985, 1984

### Palmarès féminin
Titres, trophées et places d'honneur
- Jeux Olympiques Femmes depuis 1998 (3 participation(s))
  - Meilleur résultat : 4ème

| Jeux olympiques     | Classement | Skip         | Third           | Second          | Lead          | Remplaçant        |
| ------------------- | ---------- | ------------ | --------------- | --------------- | ------------- | ----------------- |
| Nagano 1998         | 5e         | Dordi Nordby | Marianne Haslum | Kristin Løvseth | Hanne Woods   | Grethe Wolan      |
| Salt Lake City 2002 | 7e         | Dordi Nordby | Hanne Woods     | Marianne Haslum | Camilla Holth | Kristin Løvseth   |
| Turin 2006          | 4e         | Dordi Nordby | Marianne Haslum | Marianne Rørvik | Camilla Holth | Charlotte Hovring |
| Vancouver 2010      | NC         | NC           | NC              | NC              | NC            | NC                |
| Sotchi 2014         | NC         | NC           | NC              | NC              | NC            | NC                |
| Pyeongchang 2018    | NC         | NC           | NC              | NC              | NC            | NC                |

- Championnats du monde Femmes depuis 1979
  - Meilleur résultat : 1er
  - 2 fois premier en 1991, 1990
  - 4 fois deuxième en 2004, 1997, 1989, 1983
  - 6 fois troisième en 2005, 2002, 2000, 1996, 1995, 1981
- Championnats d'Europe Femmes depuis 1975
  - Meilleur résultat : 1er
  - 2 fois premier en 1999, 1990
  - 4 fois deuxième en 2000, 1991, 1983, 1980
  - 6 fois troisième en 2004, 2002, 1994, 1993, 1987, 1985

### Palmarès mixte
Titres, trophées et places d'honneur
- Jeux Olympiques depuis 2018
  - Meilleur résultat : 3ème
  - 1 fois troisième en 2018 (à la suite de la disqualification du Russe Aleksandr Krushelnitskiy pour dopage)

| Jeux olympiques  | Classement | Femme            | Homme              |
| ---------------- | ---------- | ---------------- | ------------------ |
| Pyeongchang 2018 | Bronze     | Kristin Skaslien | Magnus Nedregotten |

- Championnat du Monde Doubles Mixte depuis 2015 (2 participation(s))
  - Meilleur résultat : 1er
  - 1 fois premier en 2015

### Palmarès curling en fauteuil

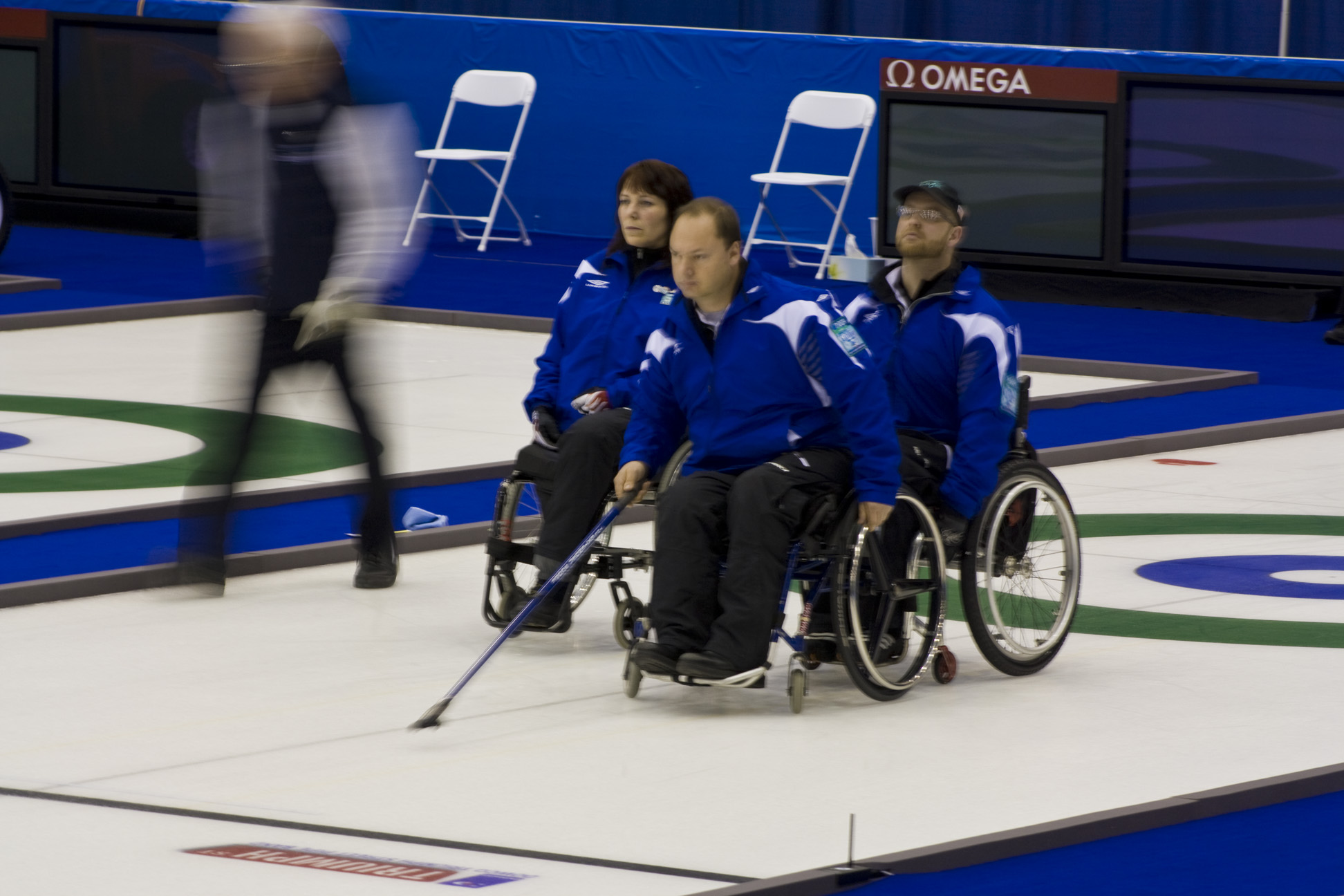
WWHCC 2009

- Jeux paralympiques

| Jeux paralympiques | Classement | Skip           | Third              | Second               | Lead          | Remplaçant        |
| ------------------ | ---------- | -------------- | ------------------ | -------------------- | ------------- | ----------------- |
| Turin 2006         | 5e         | Rune Lorentsen | Geir Arne Skogstad | Paul Aksel Johansen  | Lene Tystad   | Trine Fissum      |
| Vancouver 2010     | 9e         | Rune Lorentzen | Jostein Stordahl   | Geir Arne Skogstad   | Lene Tystad   | Anne Mette Samdal |
| Sotchi 2014        | 8e         | Rune Lorentsen | Jostein Stordahl   | Anne Mette Samdal    | Terje Rafdal  | Sissel Løchen     |
| Pyeongchang 2018   | Argent     | Rune Lorentsen | Jostein Stordahl   | Ole Fredrik Syversen | Sissel Løchen | Rikke Iversen     |